# Jean-Manuel Mbom
Jean-Manuel Mbom (Bovenden, 24 februari 2000) is een Duits-Kameroens voetballer die doorgaans speelt als middenvelder. In augustus 2023 verruilde hij Werder Bremen voor Viborg FF.

## Clubcarrière
Werder Bremen verhuurde Mbom tijdens het seizoen 2019/20 aan KFC Uerdingen. Bij die club speelde hij achtentwintig wedstrijden in de 3. Liga. Op 26 september 2020 debuteerde hij in de Bundesliga tegen Schalke 04. In het seizoen 2020/21 degradeerde Werder Bremen naar de 2. Bundesliga. Op dat niveau namen de speelminuten voor Mbom niet toe en na de promotie het jaar erna kwam hij minder aan spelen toe. In augustus 2023 maakte de middenvelder de overstap naar Viborg FF, waar hij zijn handtekening zette onder een verbintenis voor de duur van drie seizoenen.